# アマナイメージズ
株式会社アマナイメージズは、東京都千代田区に本社を置く画像ライブラリの運営企業。

## 概要
「ビジュアル権利の総合カンパニー」として、画像や動画などのビジュアル素材のライブラリ『amanaimages.com』の運営を主に行い、1984年の設立以来、日本人のライフスタイル写真、日本の風景や文化、自然科学写真など、幅広いジャンルの画像・動画・イラスト等の素材を広告業界、出版業界等に提供している。
2022年5月まで株式会社アマナの完全子会社であったが、2022年6月に株式会社Numazawa, Iizuka, and Nagai for Kimberley（NINK）の傘下に資本再編。同社は、Visual Bank株式会社に社名変更。

## 沿革
- 1984年10月　世界文化フォト創業
- 1987年1月　アーバンパブリシティ株式会社（現、株式会社アマナ）が株式会社フォトニックを設立し、ストックフォトの企画販売事業を開始
- 1997年11月　株式会社カメラ東京サービスと合併
- 2001年6月　amana-images.comを開設
- 2005年10月　株式会社ネオビジョンを買収
- 2005年12月　株式会社オリオンを買収
- 2006年1月　株式会社セブンフォトを買収
- 2006年12月　DAJ株式会社を買収
- 2007年1月　ストックフォトの企画販売事業を再編し、株式会社アマナイメージズを設立
- 2012年9月　株式会社ネイチャーブックス買収、株式会社ネイチャー編集室買収
- 2022年5月　株式会社Numazawa, Iizuka, and Nagai for Kimberleyが株式会社アマナより株式会社アマナイメージズの株式を取得し完全子会社化[1]
- 2022年9月　株式会社Numazawa, Iizuka, and Nagai for KimberleyがVisual Bank株式会社に商号変更[2]

## 事業概要

### amanaimages.com（ECサイト）
- 動画、静止画、イラスト、音楽、漫画IPなどのストックコンテンツを国内最大級の約2.4億点取り揃えるECサイト。ストックの提供には下記の種類がある。
- ライツマネージド：使用期間を制限されるコンテンツ。作品によっては競合とのバッティングを避けることができる独占使用が可能。
- ロイヤリティフリー：利用可能な範囲内でのご使用に限っては媒体、使用回数、地域、期間の制限なく、利用ができるコンテンツ

### ライツサービス
- ライツクリアランス：写真の被写体に対して、権利の所在等を調査し、利用許諾の交渉などを行う
- アートリサーチ： 「有名作家の写真」や「美術作品」などを利用したい場合に、権利の所在等を調査し、利用許諾の交渉などを行う

### 撮影サービス
- スチール撮影、動画撮影、ドローン撮影、360度撮影等、クライアントからの依頼で撮影を行うサービス

### AI学習用データセット開発サービス『Qlean Dataset（キュリンデータセット）』
- AI開発事業者向けに、画像、動画、イラスト、3D、音声、テキストなどをデータセットとして収集・提供するサービス
- データ自体が存在しない場合は、新規で収録・撮影を行いデータをオーダーメイドで開発することも可能

### Qlean Market（キュリンマーケット）
- amanaimages.comより安価なストックコンテンツをロイヤリティフリーで提供するECサイト。
- 定額制プランを用意

## アーカイブ
アマナイメージズは以下の法人の作品の取り扱いも行う。
- 日本テレビ放送網株式会社[3]
- 国立研究開発法人海洋研究開発機構（JAMSTEC）[4]
- 国立研究開発法人宇宙航空研究開発機構（JAXA）[5]
- 一般社団法人共同通信社[6]
- 東京急行電鉄株式会社[7]
- 朝日新聞社[8]
- 株式会社日本ケーブルテレビジョン[9]
- NPO法人子供地球基金[10]

## 著名な取り扱いクリエイター[11]
- 井筒啓之
- 岩谷圭介
- 上田美根子
- 桐島ローランド
- 高砂淳二
- 武田双雲
- 松尾たいこ
- 中橋富士夫